# Elvir Omerbegovic

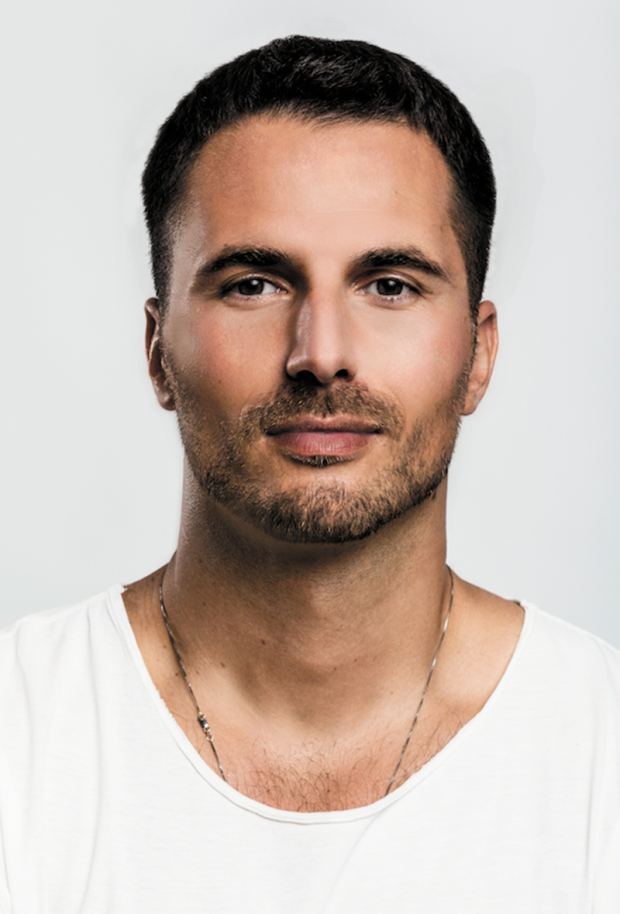
Elvir Omerbegovic (2016)

Elvir Omerbegovic (* 16. April 1979 in Mettmann) ist ein deutscher Unternehmer. Er ist Gründer und Betreiber der Hip-Hop-Labels Selfmade Records und Division, über die er Künstler wie Kollegah, Favorite, Casper, Genetikk, 257ers oder RIN veröffentlichte. Des Weiteren ist er President of Urban bei Sony Music Germany. Zudem ist er Gründer des Modelabels Pusher Apparel und Mitgründer der Wassereismarke Suckit.

## Werdegang

### Jugend
Elvir Omerbegovic wurde 1979 als Sohn jugoslawischer Eltern in Mettmann geboren. Im Alter von zwölf Jahren begann Omerbegovic Streetball zu spielen. Ab 1993 war er als Leistungssportler aktiv und spielte Basketball bei den Bayer Giants Leverkusen und Brandt Hagen, zudem spielte er ein Jahr an einer Highschool in Kentucky. Nach dem Abitur arbeitete Omerbegovic zunächst für ein Jahr bei RTL Newmedia in Köln, anschließend legte er seinen Bachelor in Politikwissenschaften, Medien und Soziologie ab. Danach studierte er Politische Kommunikation im Master.
1999 lernte er Philipp Dammann kennen, der unter dem Pseudonym Flipstar Mitglied der Hip-Hop-Formation Creutzfeld & Jakob war. Omerbegovic begann unter dem Künstlernamen Slick One selbst als Rapper in Erscheinung zu treten. Zudem vermittelte ihm Flipstar erste Kontakte in der Hip-Hop-Szene. 2003 war Omerbegovic mit einem Beitrag auf dem Song Game Over auf Zwei Mann gegen den Rest von Creutzfeld & Jakob erstmals auf einer Veröffentlichung vertreten. 2005 nahm Omerbegovic einige in Zusammenarbeit mit Flipstar produzierte Lieder auf. Wo Ich herkomm fand Verwendung für den Sampler Schwarzes Gold. In den folgenden zwei Jahren nahm er Gastbeiträge für fünf Veröffentlichungen von Selfmade Records auf. 2009 trat Omerbegovic mit Bruderkrieg, einer Zusammenarbeit mit Edo Maajka, auf Chronik 2 letztmals als Rapper in Erscheinung.

### Unternehmerische Tätigkeit

#### Selfmade Records

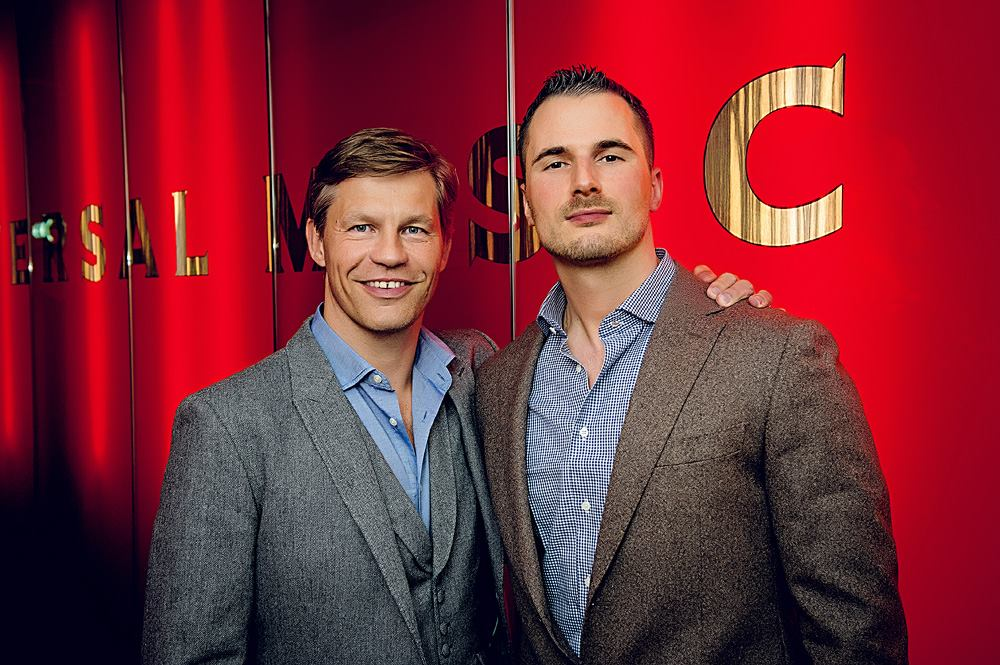
Frank Briegmann und Elvir Omerbegovic (2014)

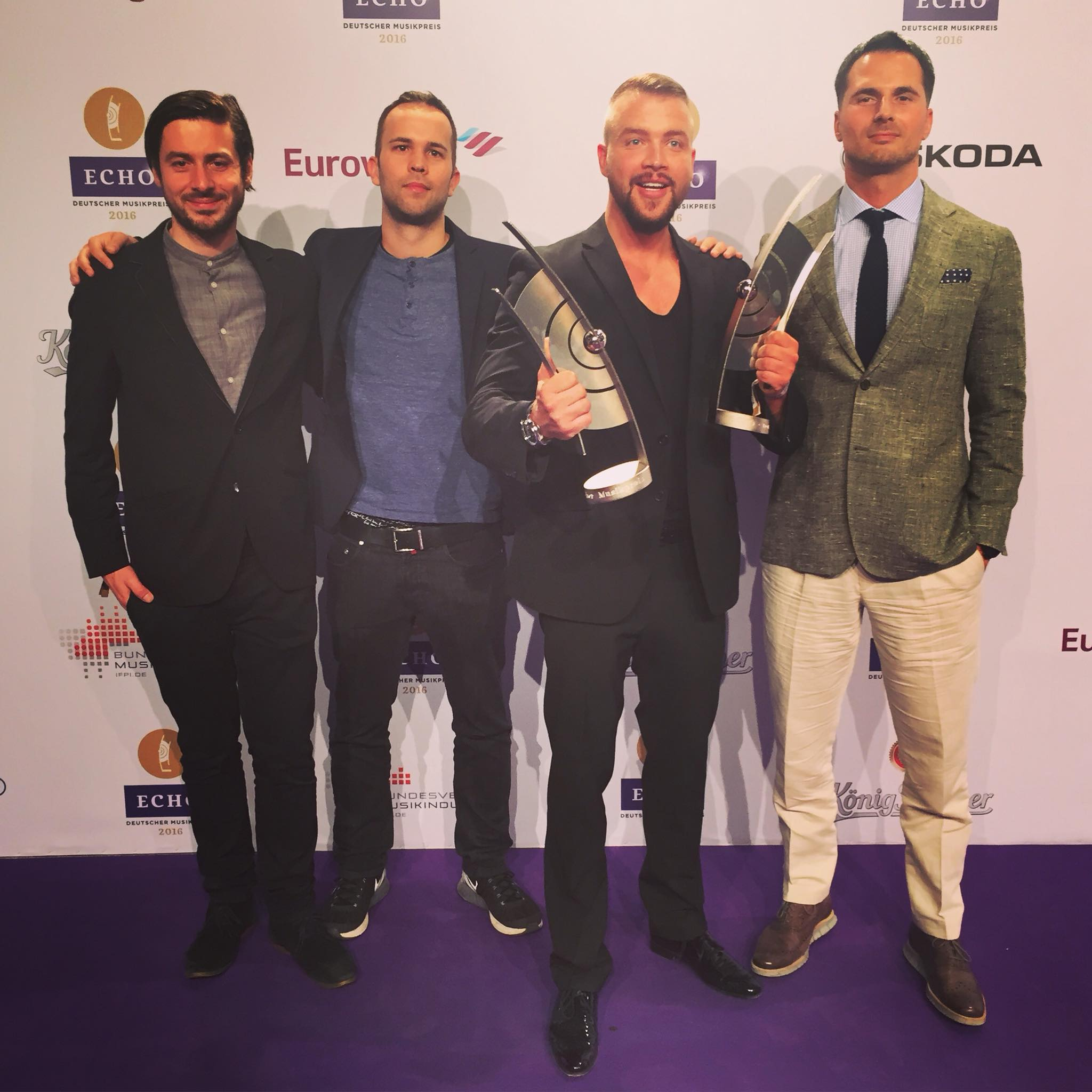
Markus Huber, Thomas Burkholz, Kollegah und Elvir Omerbegovic bei der Echoverleihung 2016

Nach Auflösung des Universal-Music-Vertrags des Duos Creutzfeld & Jakob zog Omerbegovic 2005 von Köln nach Bochum, um dort gemeinsam mit Philipp Dammann unter dem Firmennamen Selfmade Records ein Musiklabel zu gründen. Dieses sollte zunächst eine Plattform für Dammanns Veröffentlichungen als Flipstar sowie für weitere Hip-Hop-Musiker der Region sein. Im Anschluss an eine kurzzeitige Zusammenarbeit mit Jan Mehlhose vom Sublabel Subword schloss Omerbegovic mit Groove Attack einen Vertriebsvertrag. Der Produzent Rizbo sowie der Rapper Favorite standen zu diesem Zeitpunkt bereits als erste Künstler des Labels unter Vertrag. Anfang April 2005 erschien der Sampler Schwarzes Gold als erste Veröffentlichung Selfmade Records. 2005 erhielten auch Shiml und Kollegah Künstlerverträge. Omerbegovic erklärte zur Auswahl der Rapper seinen „Anspruch, Künstler unter Vertrag zu nehmen und aufzubauen, die […] technisch herausragende Fähigkeiten“ haben und „die man bis dato in Deutschland so noch nicht gehört“ habe.
Ende 2005 verließ Dammann das Musiklabel; Omerbegovic übernahm die alleinige Leitung und verlegte 2007 den Sitz nach Düsseldorf. Neben seiner Tätigkeit als Labelmanager übernahm Omerbegovic im Folgenden auch die Positionen als Produkt- und Tourmanager. Zudem begleitet er die Entstehung der Veröffentlichungen und nehme durch Änderungen von Sounds, Textideen oder einzelnen Versen „subtil Einfluss auf die Alben“. 2007 stieg mit Alphagene von Kollegah erstmals ein Album der Plattenfirma in die deutschen Charts ein. In den folgenden zwei Jahren konnte das Label ähnliche Erfolge mit Favorite und Shiml erreichen. 2009 wurde mit Casper ein weiterer Rapper unter Vertrag genommen. Selfmade Records präsentierte Casper daraufhin im Rahmen des Samplers Chronik 2. In den folgenden Monaten wurde zunächst die vertragliche Zusammenarbeit mit Shiml und anschließend mit Casper gekündigt. Ende 2011 und Anfang 2012 wurden die Hip-Hop-Gruppen Genetikk und 257ers als Neuzugänge des Unternehmens präsentiert.
Mit der Veröffentlichung des Albums Jung, brutal, gutaussehend 2 von Kollegah und Farid Bang stieg 2013 erstmals ein Album des Labels auf Platz 1 der Album-Charts ein. Nachdem dieses auch mit einer Goldenen Schallplatte ausgezeichnet worden war, nahm Universal Music wegen einer gewünschten Zusammenarbeit Kontakt mit Omerbegovic auf. Dieser lehnte zunächst ab und verlängerte stattdessen den Vertriebsvertrag mit Groove Attack. Nach einer weiteren erfolgreichen Veröffentlichung mit Genetikks Album D.N.A. suchten verschiedene Labels das Gespräch mit Selfmade Records. Anfang 2014 wurde schließlich ein Joint Venture mit Universal Music bekannt gegeben. Laut Omerbegovic bestehe der Vorteil bei der Zusammenarbeit darin, „mit der Geschwindigkeit eines Indies und der Power eines Majors agieren“ zu können. Verantwortlich auf Seiten des Major-Labels war Frank Briegmann, Präsident Zentraleuropa der Universal Music Group International sowie der Deutschen Grammophon. Omerbegovic erhielt im Zuge des Vertrags die Position des President of Rap Selfmade Records und Universal Music Deutschland.
Die folgenden Alben des Labels King, Boomshakkalakka, Neues von Gott, Achter Tag und Zuhältertape Volume 4 konnten sämtlich Position 1 der deutschen Charts erreichen. Im Sommer 2014 wurde der Rapper Karate Andi als Künstler unter Vertrag genommen. Ende 2015 präsentierte Selfmade Records Karate Andi im Zuge der Veröffentlichung des Samplers Chronik 3 einem größeren Publikum. Wie die vorherigen Alben stieg auch der Sampler auf Rang 1 der Album-Charts ein. Omerbegovic nutzte die Veröffentlichung von Chronik 3 für einen Rückblick auf die zehnjährige Geschichte des Hip-Hop-Labels. So trat er als Herausgeber des Buchs Selfmade Records – Die ersten 10 Jahre des erfolgreichsten deutschen HipHop-Labels in Erscheinung.

#### Pusher Apparel
Ende Mai 2009 meldete Omerbegovic das Unternehmen Pusher Apparel als Modelabel an. Im selben Jahr begleitete die Modelinie die Vermarktungsphase des Albums Jung, brutal, gutaussehend, wobei die Rapper Kollegah und Farid Bang Produkte des Labels in ihren Musikvideos, auf Pressefotos sowie in der Bebilderung des Booklets präsentierten. Pusher Apparel ist Bestandteil des Netzwerks der Bravado Merchandise GmbH, einem von Frank Briegmann geleiteten Subunternehmen der Universal Music Group. Die Produkte des Modelabels richten sich primär an eine männliche, sportliche Kundschaft zwischen dreizehn und 28 Jahren. Dabei erfolgt der Verkauf ausschließlich über den Onlineshop des Unternehmens. Im Juni 2016 schlossen die Rapper Gzuz und Bonez MC der 187 Strassenbande einen Kooperationsvertrag mit Pusher Apparel. Zeitgleich veröffentlichten sie ihre erste Streetwear-Kollektion über das Label. Inzwischen (2024) hat das Modelabel seinen Vertrieb eingestellt.

#### Suckit
Anfang 2014 gründete Omerbegovic gemeinsam mit den Gründern des Unternehmens true fruits, Marco Knauf und Inga Koster, sowie Maximilian Scharpenack die Suckit GmbH. Diese spezialisiert sich auf die Produktion alkoholhaltigen Wassereises. Suckit konnte bereits kurz nach dem Verkaufsstart im April 2014 30.000 Einheiten des Produkts über die Website ihres Unternehmens verkaufen. Mittlerweile ist das Produkt im Sortiment zahlreicher Supermärkte präsent. In den ersten zwei Jahren wurden laut Unternehmensangaben 750.000 Einheiten des Eises verkauft, davon 500.000 im Jahr 2015. 2016 konnten 1,4 Millionen Stück verkauft werden. Im Oktober 2016 wurde das Unternehmen von Omerbegovic und Scharpenack in der Show Die Höhle der Löwen vorgestellt. Die beteiligten Investoren verzichteten jedoch darauf, Geschäftsanteile zu erwerben. Bisher traten unter anderem MoTrip, Marteria, Farid Bang, KC Rebell, Schwesta Ewa, 257ers, Favorite, Joko Winterscheidt, Klaas Heufer-Umlauf und Micaela Schäfer mit dem Produkt in Erscheinung. Im Jahr 2019 wurde der Geschäftsbetrieb eingestellt.

#### Division

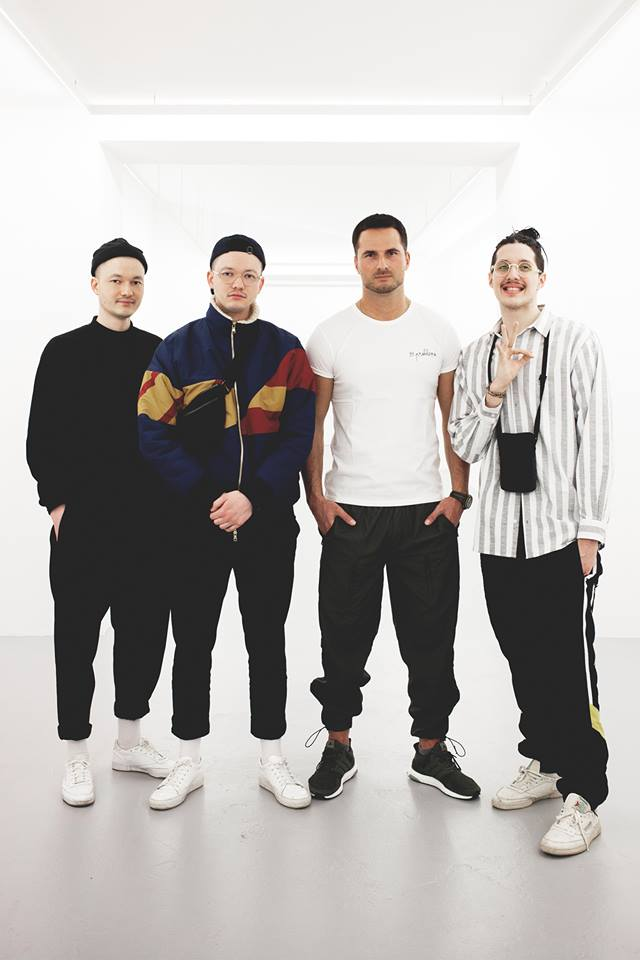
Division: Michael Weicker, Markus Weicker, Elvir Omerbegovic und RIN

2016 gründete Omerbegovic in Zusammenarbeit mit Michael und Markus Weicker von der Videoagentur The Factory das Label Division. Auf diesem wurde der Hip-Hop-Musiker RIN als erster Künstler unter Vertrag genommen. Ab Ende Januar 2017 erschienen die Videos Blackout, Ich will dass du mich brauchst, Doverstreet und Bros als erste Auskoppelungen aus RINs Debütalbum auf dem Youtube-Kanal des Unternehmens. Am 30. Mai 2017 wurde die Gründung des Labels offiziell bekannt gegeben. Laut Omerbegovic stelle Division „eine neue Grünfläche dar, die besonders agil strukturiert“ sei. Für die Firma arbeitete er sowohl mit seinem Kernteam als auch mit neuen Produzenten zusammen. Neben RIN stehen bei Division aktuell auch Schmyt und Kynda Gray unter Vertrag.

## Auszeichnungen
- 2009: Hiphop.de Awards 2009: Bestes Label National[48]
- 2011: Hiphop.de Awards 2011: Bestes Label National[49]
- 2013: Platin-Schallplatte für das Album XOXO[50]
- 2013: Hiphop.de Awards 2013: Bestes Label National[51]
- 2013: Goldene Schallplatte für das Album Jung, brutal, gutaussehend 2[23]
- 2014: Platin-Schallplatte für das Album King
- 2014: Goldene Schallplatte in Österreich für das Album King[52]
- 2014: Goldene Schallplatte in der Schweiz für das Album King[52]
- 2014: Goldene Schallplatte in Österreich für das Album Hinterland[53]
- 2014: Platin-Schallplatte für das Album Hinterland[54]
- 2015: Hiphop.de Awards 2015: Bestes Label National[55]
- 2015: Goldene Schallplatte für das Album Zuhältertape Volume 4
- 2016: Absatzwirtschaft: Platz 19 der 50 besten Online-Marketer[56]
- 2016: Dreifach-Goldene Schallplatte für das Album King[57]
- 2016: Goldene Schallplatte in Österreich für das Album Zuhältertape Volume 4[57]
- 2016: Goldene Schallplatte in der Schweiz für das Album Zuhältertape Volume 4[57]
- 2016: Goldene Schallplatte für die Single So perfekt[58]
- 2016: Goldene Schallplatte für die Single Im Ascheregen[58]
- 2016: Goldene Schallplatte für die Single Holland[59]
- 2016: Goldene Schallplatte für die Single Holz[59]
- 2017: Goldene Schallplatte für das Album D.N.A.[60]
- 2017: Goldene Schallplatte für das Album Achter Tag[60]
- 2017: Platin-Schallplatte für die Single Holz[61]

Künstlerpreise mit Beteiligung als Rechteinhaber
- 2014: 1 Live Krone in der Kategorie Bester Hip-Hop-Act für Kollegah[62]
- 2015: Echo in den Kategorien „Künstler/Künstlerin/Gruppe Hip Hop/Urban (national)“ und „Bester interaktiver Act“ für Kollegah[63]
- 2016: Echo in den Kategorien „Künstler/Künstlerin/Gruppe Hip Hop/Urban (national)“ und „Bester interaktiver Act“ für Kollegah[64]
- 2016: 1 Live Krone in der Kategorie Beste Band für 257ers[65]